# Homogenes mimus
Homogenes mimus là một loài bọ cánh cứng trong họ Cerambycidae.